# Ministero dell'agricoltura, della pesca e dell'alimentazione
Il Ministero dell'agricoltura, della pesca e dell'alimentazione (in spagnolo: Ministerio de Agricultura, Pesca y Alimentación - MAPA) è un dicastero del governo spagnolo responsabile della proposta e della realizzazione della politica governativa in materia di risorse agricole, zootecniche e della pesca, dell'industria alimentare, dello sviluppo rurale e dell'alimentazione umana. Il Ministero ha il compito di incaricare i veterinari di effettuare controlli per quanto riguarda l'emissione delle Licenze REGA (Registro de Explotación) un requisito per la proprietà dei cavalli nelle proprietà spagnole e per le piccole aziende.
In particolare, corrisponde al MAPA la preparazione della legislazione statale in materia di agricoltura, pesca e alimentazione; la proposta e l'attuazione degli orientamenti generali del governo in materia di agricoltura, pesca e politiche alimentari; la rappresentanza della Spagna nelle organizzazioni internazionali corrispondenti a tali questioni; nonché il coordinamento delle azioni, la cooperazione e l'accordo nella progettazione e applicazione di tutte le politiche che riguardano l'ambito delle competenze delle comunità autonome e delle altre amministrazioni pubbliche, incoraggiando la loro partecipazione attraverso gli organismi e gli strumenti di cooperazione adeguati.
Diversamente dalla maggior parte dei ministeri, questo non ha alcuna Segreteria di Stato e funziona attraverso tre organismi con il grado di Sottosegretariato: il Segretario Generale per l'Agricoltura e l'Alimentazione, il Segretario Generale per la Pesca e il Sottosegretario del Ministero. Il capo del ministero è il ministro dell'agricoltura, attualmente Luis Planas.

## Storia
Questo ministero è stato creato per la prima volta nel 1981, con Leopoldo Calvo-Sotelo Bustelo come presidente; quando è stato aggiunto al vecchio Ministero dell'agricoltura e della pesca (che durò solo 7 mesi) le competenze alimentari sono rimaste intatte per 27 anni, fino al secondo mandato di José Luis Rodríguez Zapatero. In occasione della ristrutturazione dei dipartimenti ministeriali dell'aprile 2008, le competenze sono state trasferite al Ministero dell'ambiente e degli affari rurali e marittimi.
Il Ministero dell'Agricoltura ha riacquistato la sua importanza con i governi di Mariano Rajoy, che ha creato il Ministero dell'agricoltura, dell'alimentazione e dell'ambiente tra il 2011 e il 2016 e il Ministero dell'agricoltura e della pesca, del cibo e dell'ambiente tra il 2016 e il 2018.
Questo ministero è stato ripristinato dal Presidente Sánchez nel 2018, perdendo le competenze sull'Ambiente a favore del nuovo Ministero per la transizione ecologica.

## Competenze
È responsabilità del Ministero dell'agricoltura, della pesca e dell'alimentazione, nell'ambito delle competenze dello Stato, elaborare una legislazione statale in materia agricola, di pesca e alimentare; la proposta e l'esecuzione degli orientamenti generali del governo in materia di agricoltura, pesca e politica alimentare; la rappresentanza dello Stato nelle organizzazioni internazionali corrispondenti a tali questioni, fatte salve le competenze del Ministero degli affari esteri, dell'Unione Europea e della cooperazione; nonché il coordinamento delle azioni, la cooperazione e l'accordo nella progettazione e applicazione di tutte le politiche che incidono sulla portata delle competenze delle comunità autonome e delle altre amministrazioni pubbliche, incoraggiandone la partecipazione attraverso gli organi e gli strumenti di cooperazione adeguati.

## Struttura
Il ministero dell'agricoltura, della pesca e dell'alimentazione è organizzato nei seguenti organismi superiori:
- Segreteria generale dell'agricoltura e dell'alimentazione
  - Direzione generale delle produzioni e i mercati agricoli
  - Direzione generale della sanità e della produzione agricola
  - Direzione generale per lo sviluppo rurale, l'innovazione e la politica forestale
  - Direzione generale dell'industria alimentare
- Segreteria generale della pesca
  - Direzione generale delle risorse della pesca
  - Direzione generale della gestione della pesca e dell'acquacoltura
- Sottosegretariato dell'agricoltura, della pesca e dell'alimentazione
  - Segreteria generale tecnica del Ministero dell'agricoltura
  - Direzione generale dei servizi

## Elenco dei ministri dell'agricoltura
| Ministri dell'agricoltura                 |                   |                                               |                    |
| Seconda Repubblica Spagnola (1931–1939)   |                   |                                               |                    |
| Inizio                                    | Fine              | Nome                                          | Partito            |
| 16 dicembre 1931                          | 12 giugno 1933    | Marcelino Domingo (2)                         | PRS                |
| 12 giugno 1933                            | 19 settembre 1933 | Marcelino Domingo (1)                         | PRS                |
| 19 settembre 1933                         | 8 ottobre 1933    | Ramón Feced Gresa (1)                         | PRS                |
| 8 ottobre 1933                            | 4 ottobre 1934    | Cirilo del Río Rodríguez (1)                  | PRP                |
| 4 ottobre 1934                            | 3 aprile 1935     | Manuel Giménez Fernández (1)                  | CEDA               |
| 3 aprile 1935                             | 6 maggio 1935     | Juan José Benayas (1)                         | PRP                |
| 6 maggio 1935                             | 25 settembre 1935 | Nicasio Velayos Velayos (1)                   | PA                 |
| 25 settembre 1935                         | 29 ottobre 1935   | José Martínez de Velasco (3)                  | PA                 |
| 29 ottobre 1935                           | 14 dicembre 1935  | Juan Usabiaga Lasquivar (3)                   | PRR                |
| 14 dicembre 1935                          | 30 dicembre 1935  | Joaquín de Pablo-Blanco Torres (3)            | PRR                |
| 30 dicembre 1935                          | 19 febbraio 1936  | José María Álvarez Mendizábal (3)             | Indipendente       |
| 19 febbraio 1936                          | 19 luglio 1936    | Mariano Ruiz-Funes García (1)                 | IR                 |
| 19 luglio 1936                            | 19 luglio 1936    | Ramón Feced Gresa (1)                         | IR                 |
| 19 luglio 1936                            | 4 settembre 1936  | Mariano Ruiz-Funes García (1)                 | IR                 |
| 4 settembre 1936                          | 1º aprile 1939    | Vicente Uribe (1)                             | PCE                |
| Dittatura di Francisco Franco (1936–1975) |                   |                                               |                    |
| Inizio                                    | Fine              | Nome                                          | Partito            |
| 3 ottobre 1936                            | 30 gennaio 1938   | Eufemio Olmedo (4)                            |                    |
| 30 gennaio 1938                           | 9 agosto 1939     | Raimundo Fernández-Cuesta (1)                 |                    |
| 9 agosto 1939                             | 20 maggio 1941    | Joaquín Benjumea Burín (5)                    |                    |
| 20 maggio 1941                            | 18 luglio 1945    | Miguel Primo de Rivera y Sáenz de Heredia (1) |                    |
| 18 luglio 1945                            | 18 luglio 1951    | Carlos Rein Segura (1)                        |                    |
| 18 luglio 1951                            | 25 febbraio 1957  | Rafael Cavestany de Anduaga (1)               |                    |
| 25 febbraio 1957                          | 7 luglio 1965     | Cirilo Cánovas García (1)                     |                    |
| 7 luglio 1965                             | 29 ottobre 1969   | Adolfo Díaz-Ambrona Moreno (1)                |                    |
| 29 ottobre 1969                           | 12 dicembre 1975  | Tomás Allende y García-Baxter (1)             |                    |
| Regno di Juan Carlos I (1975-2014)        |                   |                                               |                    |
| Inizio                                    | Fine              | Nome                                          | Partito            |
| 12 dicembre 1975                          | 5 luglio 1976     | Virgilio Oñate Gil (1)                        |                    |
| 5 luglio 1976                             | 4 luglio 1977     | Fernando Abril Martorell (1)                  |                    |
| 4 luglio 1977                             | 28 febbraio 1978  | José Enrique Martínez Genique (1)             | UCD                |
| 28 febbraio 1978                          | 2 dicembre 1981   | Jaime Lamo de Espinosa (1)                    | UCD                |
| 2 dicembre 1981                           | 13 settembre 1982 | José Luis Álvarez Álvarez (6)                 | UCD                |
| 13 settembre 1982                         | 2 dicembre 1982   | José Luis García Ferrero                      | UCD                |
| 3 dicembre 1982                           | 12 marzo 1991     | Carlos Romero Herrera (6)                     | PSOE               |
| 12 marzo 1991                             | 13 luglio 1993    | Pedro Solbes Mira (6)                         | PSOE               |
| 13 luglio 1993                            | 6 maggio 1994     | Vicente Albero Silla (6)                      | PSOE               |
| 6 maggio 1994                             | 5 maggio 1996     | Luis María Atienza Serna (6)                  | PSOE               |
| 6 maggio 1996                             | 30 aprile 1999    | Loyola de Palacio (6)                         | PP                 |
| 30 aprile 1999                            | 27 aprile 2000    | Jesús Posada Moreno (6)                       | PP                 |
| 28 aprile 2000                            | 17 aprile 2004    | Miguel Arias Cañete (6)                       | PP                 |
| 18 aprile 2004                            | 13 aprile 2008    | Elena Espinosa Mangana (6)                    | PSOE               |
| 14 aprile 2008                            | 20 ottobre 2010   | Elena Espinosa Mangana (7)                    | PSOE               |
| 20 ottobre 2010                           | 22 dicembre 2011  | Rosa Aguilar (7)                              | PSOE (independent) |
| 22 dicembre 2011                          | 28 aprile 2014    | Miguel Arias Cañete (8)                       | PP                 |
| 28 aprile 2014                            | 4 novembre 2016   | Isabel García Tejerina (8)                    | PP                 |
| Regno di Filippo VI (2014)                |                   |                                               |                    |
| Inizio                                    | Fine              | Nome                                          | Partito            |
| 4 novembre 2016                           | 1º giugno 2018    | Isabel García Tejerina (9)                    | PP                 |
| 7 giugno 2018                             | in carica         | Luis Planas (9)                               | PSOE               |